# Villum Christensen
Villum Christensen (nascido a 31 de julho de 1954, em Slagelse) é um escritor e político dinamarquês que foi membro do Folketing pela Aliança Liberal de 2008 a 2019. Ele ingressou no parlamento em 2008, depois de Gitte Seeberg ter renunciado ao cargo.

## Carreira política
Christensen foi membro do Partido Social-Liberal até 2007, de onde saiu para se juntar à recém-fundada Aliança Liberal. Ele foi membro dos conselhos municipais de Hashøj e do município de Slagelse, e também actuou como vice-presidente do município de Slagelse. No dia 1 de setembro de 2008 ingressou no parlamento depois de Gitte Seeberg ter renunciado ao cargo. Ele foi eleito para o parlamento por conta própria em 2011 e novamente em 2015. Na eleição de 2019 não procurou ser reeleito. Ele também é um escritor.